# Diversité des plantes cultivées

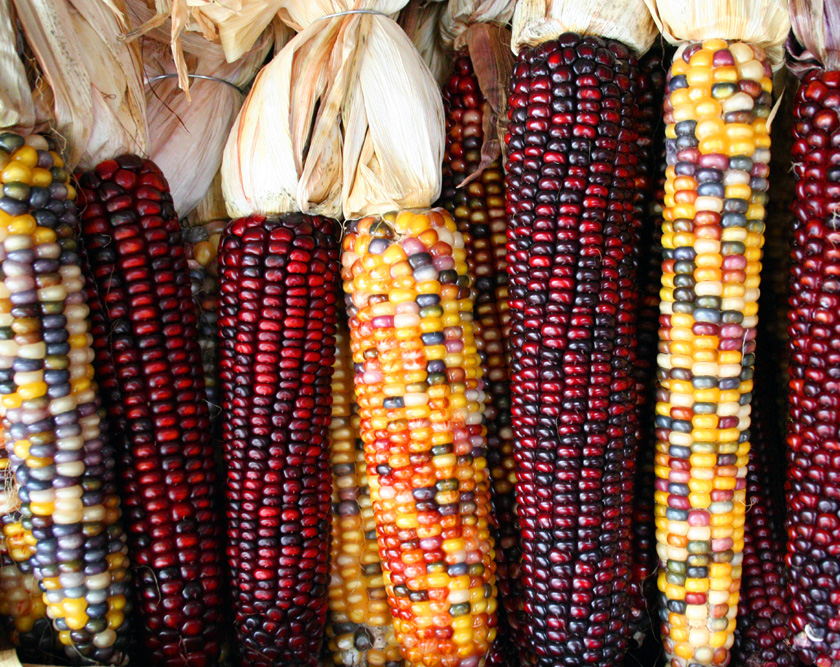
Échantillon de diverses variétés de maïs montrant la diversité de couleur des grains.

La diversité des plantes cultivées se définit par la variance des caractéristiques génétiques et phénotypiques des plantes utilisées par l'agriculture.
On peut distinguer deux composantes de cette diversité, qui sont d'une part la diversité intra-spécifique, résultant de la variabilité génétique au sein d'une même plante cultivée, et la diversité inter-spécifique, résultant du nombre des espèces couramment cultivées.
La tendance mondiale au cours des 50 dernières années est une réduction des deux composantes.
La perte de diversité des plantes cultivées menace la sécurité alimentaire au niveau mondial, alors que l'alimentation humaine dépend d'un nombre de plus en plus réduit de variétés issues d'un nombre toujours plus restreint d'espèces cultivées.
Les cultures sont de plus en plus des monocultures, ce qui signifie qu'une seule maladie contournant la résistance d'une variété, comme dans le cas historique de la famine de la pomme de terre en Irlande, peut détruire une récolte entière, ou comme dans le cas du bananier 'Gros Michel', qu'elle peut provoquer l'extinction commerciale quasi-totale d'une variété.
La diversité des plantes cultivées est donc nécessaire pour la protection des cultures et pour la sécurité alimentaire. Les organisations internationales travaillent au niveau mondial pour préserver cette diversité, en utilisant des moyens tels que les banques de semences.
Les plantes cultivées peuvent varier par différents caractères tels que la taille de la graine, le mode de ramification, la hauteur de la plante, la couleur des fleurs, la période de fructification, ou la saveur des fruits. Elles peuvent aussi varier par des caractéristiques moins évidentes telles que leur réponse à la chaleur, au froid ou à la sécheresse, ou leur capacité à résister à des maladies ou des ravageurs spécifiques. Il est possible de découvrir des variations pour presque tous les caractères imaginables, y compris les qualités nutritionnelles, les techniques de préparation et de cuisson, et bien sûr le goût des produits. Et si un caractère ne peut se trouver chez la plante cultivée elle-même, on peut souvent le trouver chez une espèce sauvage apparentée ; une plante d'une espèce similaire non cultivées et non utilisées en agriculture, mais qui existe à l'état sauvage.
La diversité chez une plante cultivée peut aussi résulter de conditions de culture différentes : une culture poussant dans un sol pauvre en nutriments est susceptible d'être inférieure à la même culture poussant dans un sol plus fertile. En outre, et peut-être surtout, la diversité d'une plante récoltée peut être due à des différences génétiques : une plante peut avoir des gènes lui conférant une maturité précoce ou une résistance à des maladies. 
Ce sont ces traits héréditaires qui sont d'un intérêt particulier car ils sont transmis de génération en génération et déterminent collectivement les caractéristiques globales et le potentiel futur d'une plante cultivée. En combinant les gènes pour différents traits dans des combinaisons souhaitées, les sélectionneurs de plantes sont capables de développer de nouvelles variétés de plantes cultivées pour répondre à des conditions spécifiques. Une nouvelle variété pourrait, par exemple, avoir un rendement plus élevée, une meilleure résistance à des maladies et une durée de vie commerciale plus longue que les variétés dont elle est issue. 
La mise en œuvre de la diversité des cultures impose le retour à des pratiques agricoles anciennes de rotation des cultures et de jachère, qui consistent à planter sur chaque parcelle un type de plante une année donnée, puis une plante différente l'année suivante en tenant compte des besoins nutritionnels différents des plantes. Les agriculteurs et les scientifiques doivent toujours s'appuyer sur les ressources irremplaçables de la diversité génétique pour assurer des récoltes productives, car cette variabilité génétique apporte aux agriculteurs de la résistance aux ravageurs et aux maladies et permet aux scientifiques d'accéder à un pool de gènes plus diversifié. La diversification des récoltes et le maintien de la biodiversité naturelle chez les espèces apparentées aux espèces cultivées sont importants pour la durabilité des espèces et de l'environnement.

## Impact économique
L'agriculture est le fondement de l'économie de la plupart des pays, et pour les pays en développement une source probable de la croissance économique. La croissance de l'agriculture peut profiter aux pauvres en milieu rural, mais il n'en est pas toujours ainsi. Divers facteurs peuvent accroître les bénéfices provenant de l'agriculture, par exemple des plantes cultivées ayant une valeur plus élevée, une meilleure commercialisation, des activités apportant une valeur ajoutée supplémentaire telles que la transformation ou l'accès élargi aux marchés.
Les bénéfices peuvent aussi diminuer du fait d'une demande plus réduite ou d'une augmentation de la production. La diversité des cultures peut protéger contre les mauvaises récoltes, et peut également permettre d'obtenir des rendements plus élevés.

## Menaces des maladies

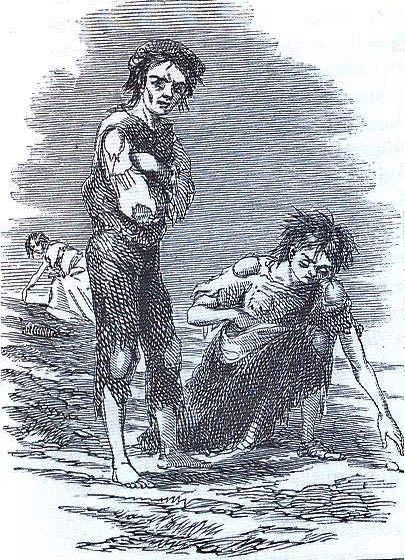
Exemple de pertes due à la trop faible diversité des cultures : la Grande Famine en Irlande, due à une seule maladie, le mildiou, provoquée par un oomycète, Phytophthora infestans. Illustration de la famine qui s'ensuivit par James Mahony (1847).

Une menace particulière pour les plantes cultivées en masse est leur sensibilité aux maladies.
Les plantes sauvages ont une gamme de variabilité génétique qui permet à certains individus de survivre en cas de perturbation. En agriculture, la résistance par la variabilité est compromise, puisqu'on recourt à des graines génétiquement uniformes semées dans des conditions uniformes.
L'agriculture tendant vers la monoculture induit une diminution de la diversité des plantes cultivées, en particulier quand les semences sont produites en masse ou lorsque les plantes sont clonées (cas des arbres fruitiers greffés ou des plants de bananiers). Un ravageur ou une maladie unique peuvent menacer toute une culture en raison de cette uniformité.
Un cas historique bien connu est celui de la Grande Famine en Irlande de 1845-1847, lorsqu'une culture vitale à très faible diversité génétique, celle de la pomme de terre, a été détruite par un seul microorganisme (pseudo-champignon oomycète). Un autre exemple est celui de l'helminthosporiose, maladie cryptogamique qui a affecté la récolte américaine de maïs en 1970, provoquant une perte production de plus d'un milliard de dollars

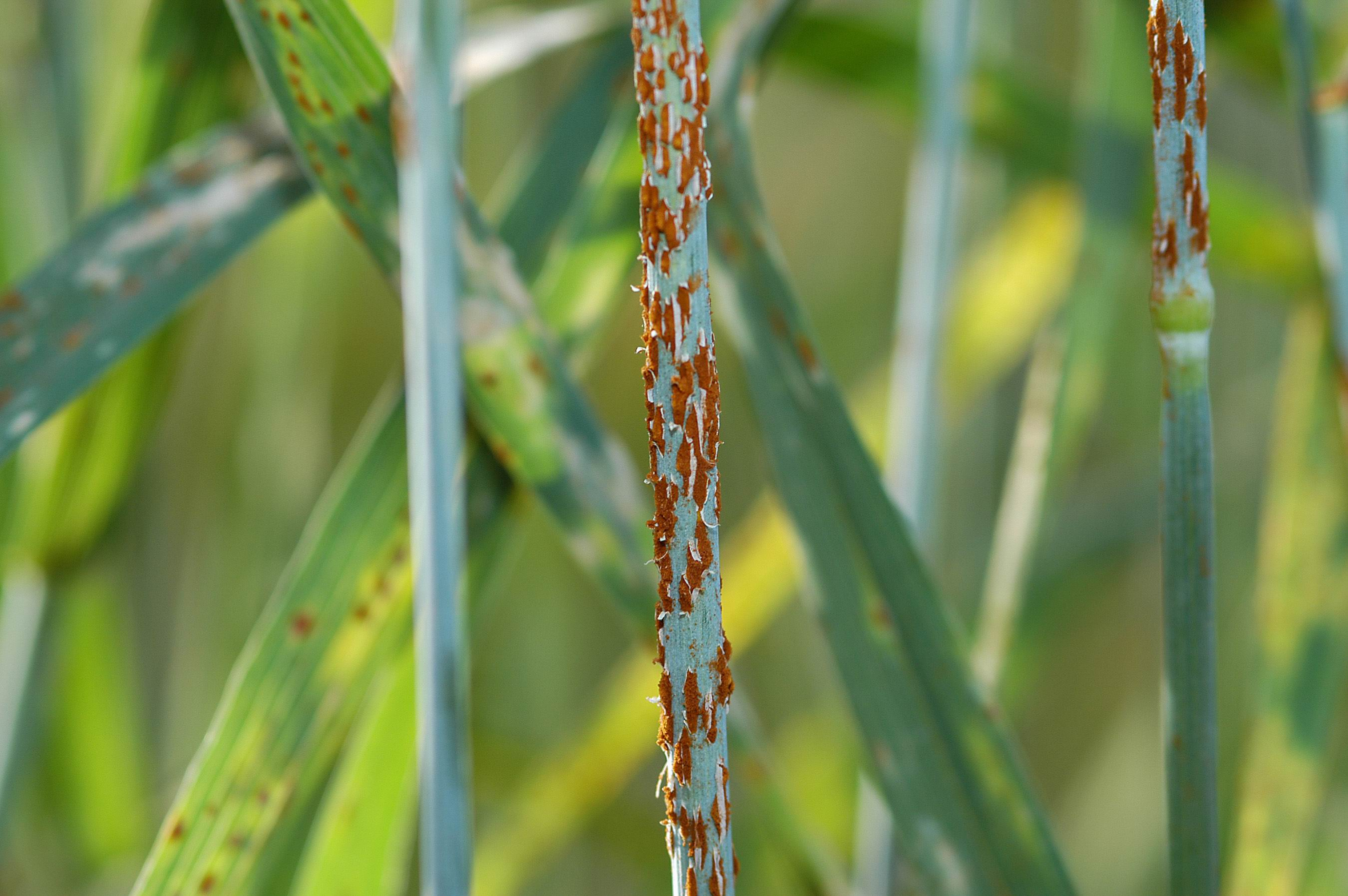
De nouvelles souches virulentes de la rouille brune du blé (due à Puccinia triticina) menacent les cultivars à faible diversité.

Un danger pour l'agriculture est la rouille du blé, due à un champignon phytopathogène causant des taches rougeâtres, colorées par ses spores. Une forme virulente de cette maladie du blé, la rouille noire, souche Ug99, s'est propagée d'Afrique vers la péninsule arabique à partir de 2007.
Lors d'essais au champ réalisés au Kenya, plus de 85 % des échantillons de blé, y compris des cultivars parmi les plus importants, se sont révélés sensibles à la maladie, ce qui implique qu'une plus grande diversité des plantes cultivées est nécessaire. Norman Borlaug, lauréat du prix Nobel de la paix, a plaidé pour des mesures permettant de garantir la sécurité alimentaire au niveau mondial.
Des rapports provenant du Burundi et de l'Angola mettent en garde contre une menace pour la sécurité alimentaire provoquée par le virus de la mosaïque africaine du manioc (African Cassava Mosaic Virus, ACMD).
L'ACMD est responsable de la perte d'un million de tonnes de manioc par an.
La mosaïque africaine du manioc est répandue dans les principales régions de culture du manioc de la région des Grands Lacs d'Afrique orientale, causant entre 20 et 90 % de pertes de récoltes au Congo.
Le programme de secours d'urgence et de réhabilitation de la FAO aide les populations rapatriées vulnérables dans la région des Grands Lacs africains par la propagation de masse et la distribution de plant de manioc résistant ou très tolérant à la mosaïque africaine du manioc.

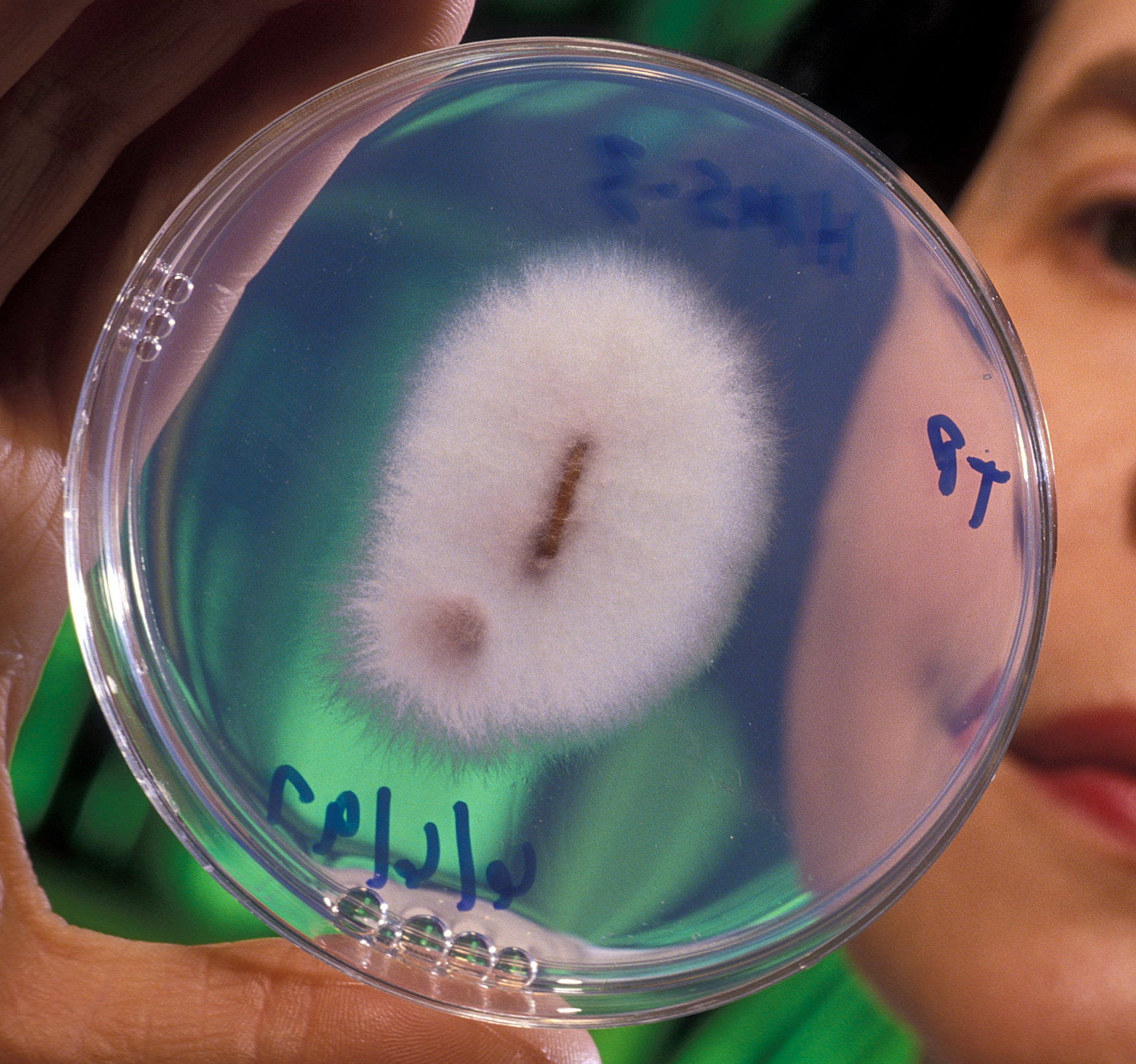
Fusarium oxysporum, espèce de champignon responsable de la maladie de Panama, à l'origine de la destruction d'une variété à faible diversité, le bananier 'Gros Michel'.

Un cas bien connu de la sensibilité aux maladies chez les plantes cultivée dépourvues de diversité concerne le bananier 'Gros Michel', cultivar sans pépins qui a envahi le marché mondial dans les années 1940.
Avec la forte augmentation de la demande pour ce cultivar particulier, les producteurs et les agriculteurs ont commencé à utiliser presque exclusivement le bananier 'Gros Michel'. Génétiquement, ces bananier sont des  clones, et à cause de ce manque de diversité génétique, ils sont tous sensibles à un champignon unique, Fusarium oxysporum (responsable de la maladie de Panama). De vastes zones de cette culture ont été détruites par le champignon dans les années 1950.
Ces menaces peuvent être contrées par des stratégies telles que la plantation multilignes de cultivars différents et de mélanges de cultivars, dans l'espoir que certains de ces cultivars seront résistants à des foyers isolés de la maladie.